# استپان استپانیان
بارون اس.ک. استپانیان یا استپان استپانیان (ارمنی: Ստեփան Ստեփանեան؛ انگلیسی: Stepan Stepanian؛ زاده ۱۸۶۸ یا ۱۸۷۰ میلادی - درگذشته ۱۹۱۵)، عکاس اهل ارمنستان بود که تصاویر فراوانی را از دوران جنبش مشروطه ایران در تبریز ثبت کرده است. استپانیان را می‌توان «اولین عکاس خبری ایران» برشمرد؛ چرا که علاوه بر عکاسی از حوادث نهضت مشروطیت در ایران، عکس‌های بی شماری نیز از دیگر جنگ‌ها و وقایع تاریخ زمان خود در امپراتوری روسیه، ارمنستان و امپراتوری عثمانی تهیه کرده است. هم‌اکنون بعضی از آثار او به ویژه عکس‌هایی که از نویسنده شهیر روسی آنتوان چخوف گرفته است، در موزه ارمیتاژ روسیه نگهداری می‌شوند.

## زندگی‌نامه
استپانیان در سال ۱۸۶۸ میلادی (۱۲۸۵ قمری) یا ۱۸۷۰ میلادی (۱۲۴۹ خورشیدی) در روستائی بنام «نورک» در حومه شهر ایروان به دنیا آمد. تحصیلات مقدماتی را در آموزشگاه‌های ایروان به انجام رسانیده، برای ادامه تحصیل وارد آموزشگاه علوم انسانی و مذهبی کلیسای جامع اچمیادزین گردید. پس از آن برای فراگرفتن فن عکاسی رهسپار تفلیس پایتخت گرجستان شد. وی در سال ۱۸۹۰ میلادی (۱۳۰۸ قمری) تحت تأثیر اندیشه‌های انقلابی زمان خود، در گروه مسلح «گوگونیان» درآمد و هنگام گذشتن از مرز امپراتوری روسیه-امپراتوری عثمانی با همرزمان خود، از سوی مرزداران روس، دستگیر و پس از یک محاکمه کوتاه و سریع به حبس ابد با اعمال شاقه و تبعید به جزیره ساخالین محکوم گردید.
در دوره تبعید به علت مسلط بودن به فن عکاسی، از سوی هیئت علمی که در آن هنگام مأمور بررسی‌های دانشی در جزیره ساخالین بود، به کار گماشته شد و همه عکس‌های مورد نیاز هیئت علمی را شخصاً تهیه کرده، مجموعه نفیسی فراهم آورد که سپس به زبان روسی زیر عنوان ساخالین در همان زمان به چاپ رسید.

### فرار از ساخالین
استپانیان در تبعید، دو بار اقدام به فرار کرد ولی موفق نشد. تا اینکه پس از تحمل ده سال تبعید، بار سوم با گروهی از یاران خود، اقدام به تهیه قایق چوبی نموده با گردآوری مقداری خوراک، همه آنان با این قایق از راه اقیانوس آرام، دست به فرار زدند. از این فراریان، تنها سه تن که عبارت بودند از استپان استپانیان و یپرم‌خان و هوسپ مُوسسیان زنده ماندند. او در ابتدا به ایالات متحده آمریکا و از آنجا به استانبول و باکو رفت و سرانجام به سال ۱۸۹۹ میلادی (۱۳۱۷ قمری) خود را به تبریز رساند.

### حضور در تبریز
استپانیان در کوچه پستخانه واقع در ناحیه ۷ تبریز، اتاقی اجاره کرده، عکاسخانه خود را دائر کرد و در مدت زمان بسیار کوتاهی، در کار خود موفقیت شایانی به دست آورد و به سبب داشتن خوئی نرم و مردم داری و به علت اینکه با هر کس با عبارت «بالام جان» برخورد می‌نمود، عکاسخانه و شخص او به نام «بالام جان» معروف اهل تبریز شد. او همه وسائل عکاسی خود را از تفلیس وارد می‌کرده است.
استپان بعد از چند سال، با «دوشیزه وارینکا» که از ارمنی‌های تبریز بود، زناشوئی کرده دارای چهار فرزند می‌شود و به علت موفقیت در کار عکاسی، در اندک زمان زندگانی مرفهٔ یافته، حتی یک خانه باغچه‌ای در کوچه «قره دام داش» تبریز، خریداری کرده، عکاسخانه خود را به آنجا منتقل می‌کند. وی در جنبش مشروطه، به علت علاقه فراوانی که به آزادی و آزادیخواهان داشته به دسته مجاهدان تبریز و مشروطه خواهان می‌پیوندد.

### عکاسی از جنبش مشروطه
وی در جهت ثبت وقایع مشروطه در تبریز تلاش‌های زیادی کرد و اکثر عکس‌های موجود از جنگ‌های تبریز و مجاهدان در دوران مشروطه توسط وی تهیه شده است که تعدادی از آن‌ها نیز در کتاب تاریخ هجده ساله آذربایجان به چاپ رسیده‌اند. همچنین بخش عمده‌ای از عکس‌های موجود از گروه‌های انقلابی مشروطه و بخصوص عکس‌های یپرم‌خان و باقرخان از جمله کارهای استپانیان است. گذشته از عکس‌ها، استپانیان با همکاری علی وکیلی، کارت پستالهایی از حوادث مشروطه به خارجه سفارش داده بود که هم‌اکنون آن کارت پستالها در دست است و از اسناد و مدارک تاریخی به‌شمار می‌آیند.

در بخشی از کتاب تاریخ هیجده ساله آذربایجان، دربارهٔ عکاسی استپانیان از مشروطه طلبان تبریز، چنین آمده است: 
«روز دوشنبه بیست و دوم فروردین این لشکر از تبریز روانه می‌گردیدند و چون تبریزیان یفرم خان و سردار بهادری را بس ارجمند می‌داشتند و ایشان نیز جایگاه این شهر را نیک می‌شناختند چنین نهادند که هنگام راه افتادن با مردم شهر بدرود گویی کنند و شهریان بنوازش ایشان را راه اندازند. لشگریان با سرداران به میدان مشق درآمدند و شهریان در آنجا انبوه شدند. والی و نمایندگان انجمن و سردستگان نیز همگی درآمدند. نخست نمایشی از سوی لشکر داده شد و سپس سخنانی از این سو رانده گردید و بارون استپانیان پیکره‌ای برداشت؛ و چون این کارها انجام یافت دسته‌های لشکر با آوازهای بلند در میان هلهله‌های شادی راه افتادند. مردم تا بیرون شهر بدرقه کردند و یک روز تاریخی پر ارجی بود.»

### فرار از تبریز با ورود روسها
در سال ۱۹۱۱ میلادی (۱۳۳۰ قمری) که ارتش روس برای تعقیب آزادیخواهان وارد تبریز شده، شروع به گرفتن و بند کردن آنان می‌کند، استپان استپانیان با جامه مبدل به شکل یک «قاطرچی» از شهر بیرون رفته به ارزروم در امپراتوری عثمانی پناهنده می‌شود و در آنجا نیز عکاسخانه‌ای دائر کرده و مشغول کار می‌گردد. در سال ۱۹۱۴ میلادی (۱۳۳۳ قمری) استپانیان خانواده خود را از تبریز به ارزروم می‌برد، اما با آغاز جنگ جهانی اول و طرح نسل‌کشی ارمنی‌ها از سوی دولت وقت عثمانی، وی که جزو نخستین دستگیرشدگان بود، محرمانه در سال ۱۹۱۵ میلادی (۱۲۹۴ خورشیدی) اعدام می‌گردد. از خانواده او تنها پسر کوچکش از مرگ رهائی یافته که اکنون در تبریز است و صاحب مغازه «عینک سازی ایران» در پاساژ تبریز می‌باشد.
استپانیان عکاس ماهری بوده و آثار او از جنبه هنری عاری نبوده است. او به سال ۱۳۲۹ قمری عکس اجزاء و مستخدمان اداره نظمیه مرکزی تبریز را در میدان سربازخانه قدیم برداشته است که با وجود موجود نبودن وسائل کافی و دقیق در آن زمان، نمونه بسیار خوبی از عکس پانوراماست.

## یادداشت
1. ↑  مرکز روحانی کلیسای ارمنی، در پنجاه کیلومتری شهر ایروان
2. ↑  امروزه به کوچه پشت سینما آسیا معروف است